# 中澤ゆうこ 第一章
『中澤ゆうこ 第一章』（なかざわゆうこ だいいっしょう）は、中澤ゆうこの1枚目のアルバム。1998年12月12日発売。

## 収録曲
1. カラスの女房
作詞：荒木とよひさ　作曲：堀内孝雄　編曲：川村栄二
2. 捨てないでよ
作詞・作曲：つんく　編曲：川口真
書き下ろし新曲
3. 大阪ラプソディー
作詞：山上路夫　作曲：猪俣公章　編曲：船山基紀
4. 恋
作詞・作曲：松山千春　編曲：信田かずお
5. つぐない
作詞：荒木とよひさ　作曲：三木たかし　編曲：信田かずお
6. 秋桜日和
作詞：荒木とよひさ　作曲：堀内孝雄　編曲：船山基紀
書き下ろし新曲
7. お台場ムーンライトセレナーデ（with 高山厳）
作詞：荒木とよひさ　作曲：平尾昌晃　編曲：船山基紀
8. 雨の御堂筋
作詞：林春生　作曲：ザ・ベンチャーズ　編曲：船山基紀
9. 音無橋
作詞：たきのえいじ　作曲：堀内孝雄　編曲：今泉敏郎
10. 駅
作詞・作曲：竹内まりや　編曲：船山基紀
11. 越冬つばめ
作詞：石原信一　作曲：篠原義彦　編曲：川口真
12. 恋人たちのバラード（with 高山厳）
作詞：荒木とよひさ　作曲：平尾昌晃　編曲：船山基紀